# Архестрат (сын Никона)
Архестрат (др.-греч. Άρχέστρατος) — военачальник на службе у Антигона I Одноглазого и Деметрия Полиоркета.
Детали биографии Архестрата известны исключительно из данных эпиграфики. Предположительно в 304—302 годах он находился в войске Деметрия Полиоркета во время кампании в Греции. В 302 году до н. э. Архестрат с частью флота был отправлен в Клазомены и не допустил сдачи города войску под командованием Препелая. На должности военачальника флота, который базировался в Клазоменах, Архестрат, среди прочего, обеспечивал безопасность морской торговли. За свою службу, а также дружбу с Деметрием Полиоркетом, предположительно в 302 году до н. э. или позднее жители Эфеса оказали Архестрату почести, а также даровали права гражданства. На сохранившейся надписи (OGIS 9) он назван «Архестратом, сыном Никона, македонянином, другом Деметрия».
Предположительно, Архестрат, сын Никона, идентичен Архестрату, который вместе с Деметрием упомянут в списке жертвователей храму в Делосе.